# Kalifaat van de Almohaden
Het kalifaat van de Almohaden (Imweḥḥden, اموحدن, Arabisch: الموحدون', al-Mowahhidoen, "de monotheïsten" of "de unitaristen") was een Berberse moslim dynastie die vanuit het huidige Marokko in de 12e en 13e eeuw over de Maghreb en Spanje regeerde. Zij werden opgevolgd door de Nasriden in Spanje, de Zianiden in Algerije, de Meriniden in Marokko en de Hafsiden in Tunesië en Libië. Deze laatste twee zouden hen opvolgen als leidende staten van de westelijke Islam en zichzelf neerzetten als de rechtmatige opvolgers van het Almohadenrijk. Dat zou vooral gelden voor de Hafsiden, die hun rijk zagen als een voortzetting van dat van de Almohaden. Sommige historici plaatsten het einde van het Almohadenrijk dan ook bij de val van de Hafsiden in de 16e eeuw.

## Geschiedenis

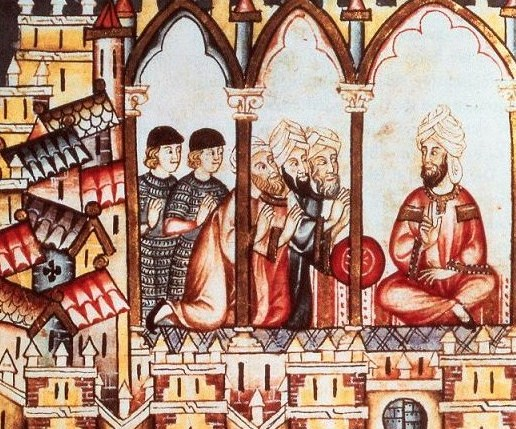
Castiliaanse diplomaten in gesprek met Almohadenkoning Abu Hafs Umar al-Murtada, over de vorming van een militaire alliantie.(Cantigas de Santa María, Castillia)

Een kaart die de Iberische gebieden van de Almohaden toont en de aanvallen door Castilië (C), Aragon (A), Leon (L) en Portugal(P).

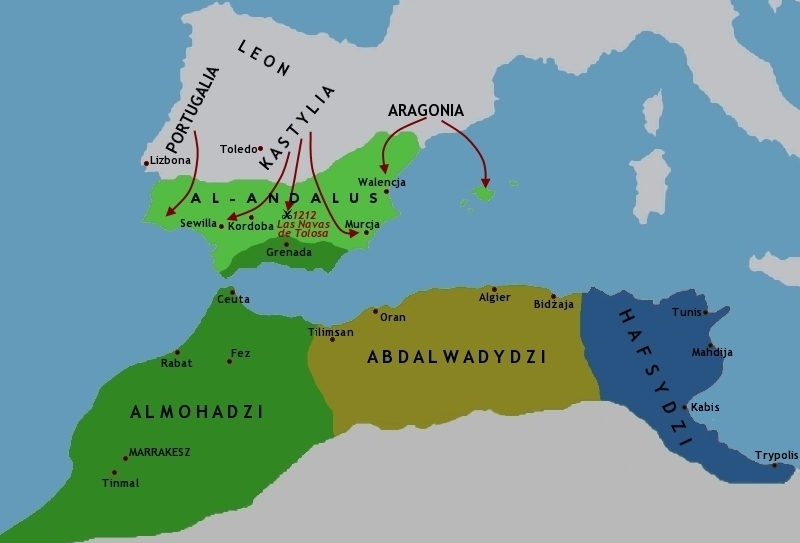
Almohaden na 1212

### Ontstaan
De dynastie ontstond uit een islamitische beweging die was gesticht en geïnspireerd door Ibn Toemart (ca. 1078–1129), een Masmuda Shleuh Berber uit de Anti-Atlas. Deze formuleerde een doctrine die een zuivering van het islamitische geloof inhield, en verdedigde een strenge opvatting van de eenheid Gods. Toen Ibn Toemart in Marokko tegen de heersende Almoraviden begon te prediken, moest hij vluchten en trok zich terug in het Atlasgebergte waar hij een staat stichtte volgens zijn opvatting van de islam..
Hij riep zichzelf uit tot mahdi en zondeloos imam en verklaarde zich absoluut meester van zijn gemeente, zowel in wereldlijk als in godsdienstig opzicht (1121–1122). Omdat de Almoraviden in zijn ogen waren afgeweken van het rechte pad van het geloof, verklaarde hij hen de heilige oorlog. Hij behaalde echter weinig militaire successen en sneuvelde tijdens een mislukte aanval op Marrakesh (1129).

### Machtsuitbreiding
Ibn Toemart werd opgevolgd door zijn belangrijkste volgeling, Abd al-Mu'min (gest. 1163), die de titels aannam van khalifatoe l-mahdi (= plaatsvervanger van de mahdi) en amir al-moe’minin (= bevelhebber van de gelovigen), welke laatste was voorbehouden aan de kalief. In 1139 begon hij een zevenjarige veldtocht tegen de Almoraviden. Na een lang beleg werd in 1147 de stad Marrakesh ingenomen, die de hoofdstad van de Almohaden werd en waar de laatste Almoravidenvorst, Isjak, de dood vond. In twee veldtochten (1151–1152 en 1159) veroverde Abd al-Mu’min ook Ifrikija en zijn gezag strekte zich uit tot in Tripolitanië en Cyrenaica. Zo bracht hij al de Berbers onder één heerschappij. Ondertussen intervenieerde hij met succes in Spanje, waar de Andalusische emirs sinds de val van de Almoraviden in de taifas een zelfstandige politiek voerden en de christenen gebieden veroverden. Hij nam Sevilla (1147), Córdoba en Jaén (1148), Málaga (1153), Granada (1154) en Almería (1157) in. Abd al-Mu’min ontpopte zich als een groot organisator en administrator, herstelde de orde, breidde de vloot uit, onderhield stabiele betrekkingen met Genua en stichtte in 1157 de stad Gibraltar. Door de volgens zijn visie door de koran bevolen anti-joodse houding verlieten veel Joden het land, onder anderen de wijsgeer Maimonides, die de wijk nam naar het Egypte van de Fatimiden en Ajjoebiden, anderen vluchtten naar het christelijke Spanje, waar Toledo hun nieuwe centrum werd. Al-Mu'min bevorderde de bouwkunst en deed zich kennen als beschermer van wetenschap en kunsten.
Abd al-Mu’min werd opgevolgd door zijn zoon Abu Yaqub Yusuf (gest. 1184), die erin slaagde de rest van Moors Spanje te veroveren. Deze werd opgevolgd door zijn zoon Abu Yusuf Yaqub al-Mansur (gest. 1199), die onder meer een overwinning behaalde op Alfons VIII van Castilië (Alarcos, 19 juli 1195).

### Neergang
Deze nederlaag bewoog de christenen ertoe zich te verenigen in de strijd tegen de islam. In 1212 wisten de verenigde legers van Alfons VIII van Castilië, Peter II van Aragón en Sancho III van Navarra bij de Slag bij Las Navas de Tolosa (ten zuiden van de Sierra Morena) het leger van Mohammed III al-Nasir, de opvolger van Aboe Joesoef, te verslaan. Van toen af daalde de macht van de Almohaden, ondanks de verovering van Mallorca, en zowel in Spanje als in Noord-Afrika viel hun rijk uiteen. In 1269 vond de laatste Almohaden sultan, Aboe al-Oela Aboe Dabboes, de dood in de slag bij Duquela (Marokko), waarop de dynastie van de Meriniden zich in Marokko vestigde. Met de politieke macht van de Almohaden ging ook hun godsdienstige beweging ten onder.

## Cultuur
In hun rol als islamitische revolutionairen, vonden verschillende belangrijke veranderingen plaats in de Maghrebijnse samenleving. In alle aspecten van de samenleving voerden zij veranderingen door: de munten werden geslagen in vierkante vorm, de oproep tot het gebed werd aangepast, het opnemen van de woeste Arabische Banu Hilal stammen in haar oosterse legers, het structureel gebruiken van de Berberse taal voor rituelen en schrijven, enz. Het incorporeren van de Arabische stammen zou op lange termijn een vernietigend effect hebben op de Berberse gemeenschap. Met hun komst en integratie zou de arabisering van de Maghreb van start gaan.
Onder de Almohaden zette de intellectuele bloei van hun voorgangers zich voort. Tijdens hun bewind bloeide het soefisme en de filosofie op als nooit eerder en zou de grote denker Averroes actief zijn.

## Architectuur

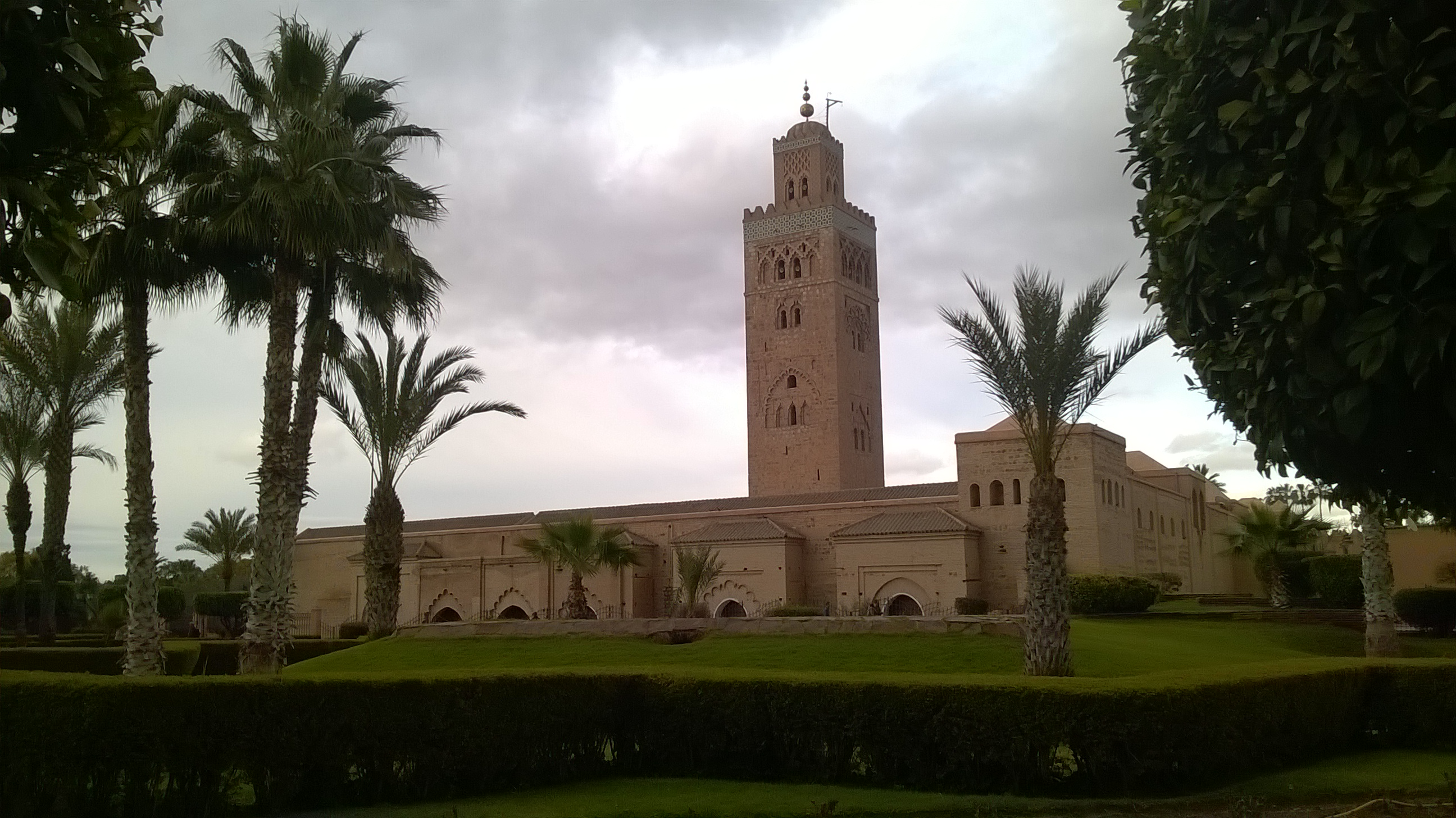
De Koutoubia-moskee in Marrakesh gebouwd door de Almohaden.

De Almohaden ontwikkelden een eigen architecturale stijl, die gekenmerkt wordt door een sobere en strakke vormgeving. Zij staan vooral bekend om hun moskeeën en militaire versterkingen. Naarmate hun bewind vorderde, brachten zij meer decoratie aan in hun bouwwerken. Van de militaire bouwwerken uit de periode van de Almohaden zijn slechts enkele stadsbolwerken en ribats (versterkte derwisjkloosters) overgebleven. In het zuiden van Spanje zijn er een groot aantal versterkingen te vinden, terwijl in Marokko vooral de stadsmuren en poorten van Marrakesh en Fez bekend zijn. Van de zeer belangrijke religieuze bouwkunst getuigen in Marokko nog drie moskeeën, gebouwd in Tinmel, in Marrakesh (Koutoubia-moskee) en in Taza (alle drie uit de 12de eeuw). De minaret van de Koutoubiamoskee is wereldberoemd, evenals de Hassantoren in Rabat en de Giralda in Sevilla, het enige overgebleven deel van de moskee die daar ca. 1171 werd gebouwd, maar plaats moest maken voor de kathedraal. Opvallend aan deze drie torens is de versiering van de gevels met veellobbige, scherpe bogen, die elkaar overlappen en ruitvormig schijnen. Ook in Algerije en Tunesië zijn een aantal moskeeën te vinden. Andere bekende en typische Almohaden bouwwerken: de Alcazaba van Badajoz, de Alminar Mudéjar in Archez, de Arabische baden van Ronda, het Alcázar en de Torre del Oro in Sevilla en de Cuarto Real de Santo Domingo en het koninklijk paleis, Alhambra van Granada.

## Lijst van Almohaden kaliefen (1121–1269)
| regeerperiode | naam                                         | opmerking                            |
| ------------- | -------------------------------------------- | ------------------------------------ |
| 1121 – 1130   | Mohammad ibn Abdallah ibn Tumart             | Riep zichzelf uit tot de mahdi       |
| 1130 – 1163   | Abd al-Mu'min                                |                                      |
| 1163 – 1184   | Abu Yaqub Yusuf I                            |                                      |
| 1184 – 1199   | Abu Yusuf Yaqub al-Mansur                    | Hervormde het Rijk en stichtte Rabat |
| 1199 – 1213   | Mohammad al-Nasir                            |                                      |
| 1213 – 1224   | Abu Ya'qub Yusuf II 'al-Mustansir'           |                                      |
| 1224          | Abu Mohammad Abdal-Wahid I 'al-Makhlu'       |                                      |
| 1224 – 1227   | Abdallah al-Adil                             |                                      |
| 1227 – 1229   | Yahya 'al-Mutasim'                           |                                      |
| 1229 – 1232   | Abul Ula Idris al-Mamun                      |                                      |
| 1232 – 1242   | Abu Muhammad Abd al-Wahid II 'al-Rashid'     |                                      |
| 1242 – 1248   | Abu al-Hassan Ali 'al-Said'                  |                                      |
| 1248 – 1266   | Abu Hafs Umar 'al-Murtada'                   |                                      |
| 1266 – 1269   | Abu al-Ula (Abu Dabbus) Idris II 'al-Wathiq' |                                      |